# Phothecla thespia
Phothecla thespia is een vlinder uit de familie van de Lycaenidae. De wetenschappelijke naam van de soort werd als Thecla thespia in 1870 gepubliceerd door William Chapman Hewitson.